# 盜墓筆記 (電視劇)
《盜墓筆記》，是根據南派三叔同名網絡小說改编的中國大陸劇集。劇集講述「護寶」和「探險」兩主題，圍繞吳邪一行人前往七星魯王宮對抗敵對勢力保護國家寶物。本劇於愛奇藝和PPS影音以網絡形式播出，於愛奇藝和PPS影音在網絡上首播兩集先導集，並採用周播形式更新，愛奇藝會員用戶其後於2015年7月3日提前收看全季。
本劇是中國大陸第一部採用會員差異化排播模式的網劇，提供免費和付費模式觀看模式，並讓付費用戶可提前觀看全季。

## 播出時間及平台

### 首播
| 頻道             | 所在地   | 播出日期      |
| ---------------- | -------- | ------------- |
| 爱奇艺 / PPS影音 | 中国大陆 | 2015年6月12日 |

## 製作

### 構想及創作團隊
2014年6月，歡瑞世紀、光線傳媒、南派投資在上海舉辦發布會公佈“盜墓筆記大計劃”，表示將會根據南派三叔的網絡小說盜墓筆記分別拍攝電影版、電視劇版和改編為網絡遊戲。其中電視劇版《盜墓筆記》打算採用季播劇方式，把全劇分8年8季拍攝完成，並打算參考《紙牌屋》等美劇的製播模式發揮電視、新媒體平台整合的優勢。此外，作為電視劇版投資方之一的南派三叔在其私人微博透露電視劇會忠於原著小說，“提倡正確的價值觀，弘揚文物保護，同時表現出原著探險懸疑的精彩情節”。
《盜墓筆記》採用電影製作班底製作。曾執導過電影《大鬧天宮》的香港導演鄭保瑞擔當，並由香港電影導演羅永昌擔當其中一位聯合導演；第一季的剪輯和美術指導分別由曾獲第24屆香港電影金像獎最佳剪輯獎的林安兒和第23屆金像獎最佳美術指導獎的雷楚雄負責。本劇的電視劇配樂則由曾為電視劇《仙劍奇俠傳一》、《仙劍奇俠傳三》配樂及憑藉電影《分手說愛你》獲得第30屆香港電影金像獎「最佳電影原創音樂」提名的麥振鴻負責。
歡瑞傳媒董事長陳援在2014年9月出席中國網劇行業峰會上透露，《盜墓筆記》在播出形式上將免費播出。

### 拍攝

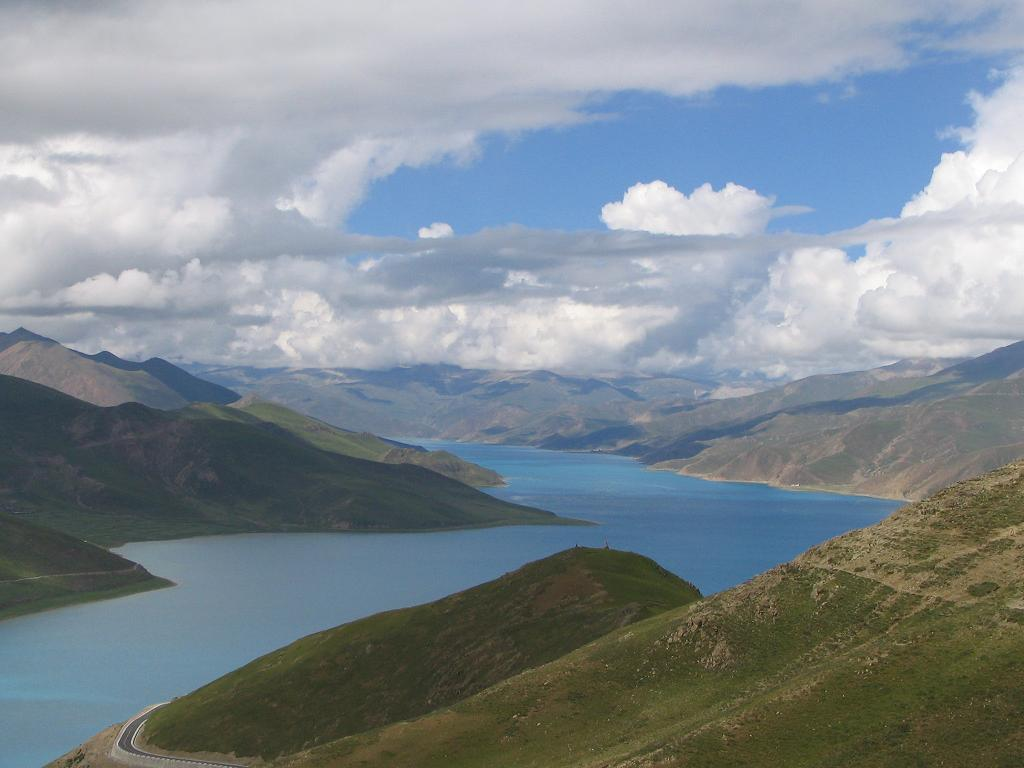
劇組在西藏羊卓雍錯取景作為第一季的開場戲

本劇於2014年8月開機拍攝並於同年11月30日在西藏羊卓雍錯拍攝完畢，拍攝期間曾在北京中國科學院動物研究所(簡稱:中科院動物所)和通州大稿藝術區取景。官方微博於2015年1月6日宣佈12集剪輯完成。歡瑞世紀副總裁姜磊於2015年7月2日的訪問表示第二季的劇本已經基本上出來了。
電視劇《盜墓筆記》的人物設定與原著相差大，原著小說中“吳邪”是一位古董店的商人，而在此劇中卻變成從德國歸來的留學生，並在劇中聲稱要將寶物歸還給國家，於是與“張起靈”“王胖子”等人組成護寶小分隊，令《盜墓筆記》演成“護寶筆記”。第一季《盜墓筆記》新增兩個原創人物分別是“High少”和“陳丞澄”。編劇白一驄解釋原著小說中吳邪在和張起靈及王胖子結伴而行到古墓之前有很多心理活動的描寫，決此就在本劇新增“High少”來代替。

### 選角
南派三叔在2014年6月24日晚通過其個人微博證實了演員李易峰飾演「吳邪」一角。其後網上流傳了多張《盜墓筆記》劇組片場照因而揭發了演員孫耀琦和李晨浩也參與了第一季拍攝。同年8月31日公佈了李易峰、楊洋、劉天佐、張智堯和魏巍五人的角色海報。
《盜墓筆記》出品方歡瑞世紀在首播《盜墓筆記》當天(即2015年6月12日)，在其官方新浪微博宣佈，參演該劇的演員楊洋解除藝人經紀合約。根據報道，由於楊洋的離開已經解約，已經不再是歡瑞旗下的演員，原定拍攝八季的網劇《盜墓筆記》未來開拍第二季不排除有換演員扮演張起靈的可能。歡瑞世紀副總裁姜磊其後表示只要演員有檔期，還是希望《盜墓筆記》第一季原班人馬來拍攝第二季的。

### 選角法律糾紛
導演李少紅於2014年12月通過微博發聲明稱電視劇《盜墓筆記》未經榮信達公司使用其旗下藝人楊洋作為該劇主演。但楊洋律師稱楊洋已經於去年4月底向榮信達公司發函解除了雙方經濟合同，此後以個人身份簽約演出。李少紅方律師則認為楊洋4月提出解約但實際尚未解約，“仲裁還沒有裁決結果，楊洋和榮信達現在仍在合法的合約期內”。2015年4月22日，北京市朝陽法院審理了法人代表為導演李少紅的北京榮信達影視藝術公司起訴電視劇《盜墓筆記》出品方五公司(電視劇《盜墓筆記》出品方歡瑞世紀影視傳媒股份有限公司、北京光線傳媒、南京大道行知公司、北京愛奇藝和杭州南派公司)的案件，原告要求五名被告立即停止演員楊洋在《盜墓筆記》中的拍攝工作，賠償原告經濟損失900萬元。此案當天並未宣判。

## 劇情簡介
因身為考古學家的父母在一次保護國家文物行動時被國外盜墓團伙殺害。吳家為保護吳邪(李易峰 飾)安全將他送去德國讀書，因而令他對考古事業有著與生俱來的興趣。吳邪在在一次護送國寶「牛頭」的過程中，在包毯裡發現了一份戰國帛書殘卷，在和陳丞澄拿來的另一半合成後，獲得一張記載古墓秘密的地圖吳邪在得知國家寶物有被盜竊的危險後便決意前往古墓護寶。按照帛書的指示，吳邪和三叔吳三省(張智堯 飾)、潘子(魏巍 飾)和身世神秘的張起靈(楊洋 飾)來到魯殤王墓找尋七星魯王宮的秘密。他們在古墓中認識了前來探秘的王胖子(劉天佐 飾)並救下身份不明的阿寧(唐嫣 飾)……

## 演員表
| 演员   | 角色          | 介紹 |
| 李易峰 | 吳邪          | 出生於“老九門”吳家，由於身為考古學家的父母在保護國家文物時遇害，吳邪早年被送去德國讀書。但他對考古事業有著與生俱來的興趣。吳邪生性純真善良，重義氣，酷愛探險的他因為自幼耳濡目染對文物有著本能的熟悉，在得知國家寶物有被盜竊的危險後便決意前往古墓護寶。 |
| 楊洋   | 張起靈 (小哥) | 張起靈沉默不語的性格也被吳邪調侃稱其為“悶油瓶”，他常維持發呆、望天的狀態，為人喜怒不形於色，最顯著的特徵便是右手的食指和中指奇長，再加上持黑金古刀並且擁有奇特的麒麟血，這一切都使得張起靈成為謎一樣的存在。                                             |
| 劉天佐 | 王胖子        | 潘家園的古玩販子。身材肥碩但身手矯健，對古墓有極為豐富的研究。性情豪爽，粗中有細。 |
| 張智堯 | 吳三省 (三叔) | “老九門”中吳老狗(吳老太爺)的三兒子，吳邪的三叔。對古墓和古玩興趣濃厚，因而被吳邪便請求其共赴古墓。因此吳三省召集了自己的助手潘子和身世神秘的張起靈共同加入到吳邪的探險隊伍當中。                                                                         |
| 魏巍   | 潘子          | 吳三省的助手。潘子當過兵，曾參加過對越反擊戰。對吳三省忠心耿耿，做事果斷、倒斗經驗豐富，性格沉穩，誓死效忠，在吳三省的要求下陪同吳邪共同前往古墓，样子很凶可内心善良。                                                                                   |
| 李晨浩 | High少        | 吳邪的朋友，從德國回來且擅長高科技。 |
| 孫耀琦 | 陳丞橙        | 假扮陳文錦的侄女接近吳邪等人，後自己揭穿是偽裝的，真實身份是裘德考手下。 |
| 唐嫣   | 阿寧          | 女性探險者。隸屬於盜走吳邪爺爺吳老狗的戰國帛書的傳教士裘德考的公司。做事果斷決絕，令人嘆服，很有霸气。。 |
| 李昕亮 | 六太          | |
| 穎兒   | 霍秀秀        | 霍老太孫女 |
| 鄭佩佩 | 霍老太        | 霍仙姑，老九門之一。霍玲的母親，霍秀秀的奶奶。為人潑辣厲害，與吳老狗（吳邪的爺爺）曾有過一段戀情。 |
| 張曉晨 | 解雨臣        | |
| 卢星宇 | 魯國公        | 魯國公得知了魯殤王與瑤光的事，故意派魯殤王遠去執行任務，以破壞魯殤王與瑤光遠走高飛的計劃。魯殤王走後，魯國公與瑤光起了爭執，錯手將瑤光害死。 |
| 蘇青   | 瑤光          | 魯國公王妃，與魯殤王是戀人，後被魯國公殺死。 |
| 黄明   | 魯殤王        | 殺死了一條蛇妖後得到一隻鬼璽，能夠向地府借陰兵，是一位戰無不克的魯國諸侯，並因為戰功顯著被魯國公封為魯殤王。 |

## 總覽及集數
《盜墓筆記》電視劇版採取季播模式播出。
| 季度 | 季度首播日期  | 季度結束日期 | 集數             |
| ---- | ------------- | ------------ | ---------------- |
| 1    | 2015年6月12日 | 2015年7月3日 | 12(先導集(2)+10) |

### 集數
| 總集數 | 集數     | 標題               |
| ------ | -------- | ------------------ |
| 1      | 先導集上 | 先導上：盜墓鐵三角 |
| 2      | 先導集下 | 先導下：小分隊集結 |
| 3      | 1        | 屍洞水道篇         |
| 4      | 2        | 探秘魯王宮         |
| 5      | 3        | 七星疑棺           |
| 6      | 4        | 真假魯王墓         |
| 7      | 5        | 青眼狐屍           |
| 8      | 6        | 重生玉俑           |
| 9      | 7        | 大戰屍蹩群         |
| 10     | 8        | 老九門世家         |
| 11     | 9        | 點天燈             |
| 12     | 10       | 蛇眉銅魚           |

## 反響

### 播放方式
《盜墓筆記》在2014年上海電視節時表示網絡獨播平台為樂視網，後官方確認視頻網站愛奇藝獲得第一季的網絡獨播權。《盜墓筆記》並會採用有別之前中國網劇的模式——視頻網站出成本保底價，在保底價之上歡瑞世紀與網站一起廣告分成。
《盜墓筆記》於2015年6月12日每周五晚20點以網絡形式播出，於愛奇藝和PPS影音在網絡上首播兩集，並採用周播形式更新。2015年7月3日，原本作為定制周播劇推出的《盜墓筆記》在只進行了三週的周播之後對愛奇藝付費用戶開放全季觀看，一般用戶則可每週收看一集。

### 觀眾評價
製作方在網劇《盜墓筆記》在開拍前曾表示《盜墓筆記》有別於傳統電視劇，其定位是「超級季播劇」，宣揚千萬元投資，但是在播出後被批評情節顛覆、特效劣質。《盜墓筆記》在先導集中，主要人物的設定、故事情節跟原著小說完全沒有關係：盜墓賊後代吳邪變成一個文物要交給國家的「護寶奇兵」，先導集一開始就上演從德國追到內蒙古的逃亡戲碼；原著後半段才出現的阿寧早早出場；王胖子、張起靈等主要人物也都提前現身。

### 上映
網劇《盜墓筆記》播出後负評如潮，但是創下開播1小時內破4千萬點擊紀錄，首晚播出兩集「先導集」不到22小時，播放量就成功破億，打破此前《愛情公寓4》保持的紀錄。
在對愛奇藝會員用戶開放全季當晚(即2015年7月3日)，愛奇藝會員系統網絡一度癱瘓令到部分會員不能觀看全季。愛奇藝出現5分鐘內1.6億的播放請求，與超過260萬次的VIP會員開通請求，最終導致提前部署了3倍伺服器資源的愛奇藝系統宕機，70%的VIP會員無法觀看，愛奇藝官方微博還表示VIP請求開通也出現「大面積」失敗。，其後愛奇藝官方微博於第二天(即2015年7月4日)下午 1:00 左右發布致歉聲明。

### 下架/重新上架
廣電總局於2014年曾發布《關於加強互聯網視聽內容管理》的規定，針對網絡視聽節目的大尺度，凡是宣揚第三者、婚外戀、一夜情甚至是性暗示、情色等內容的網絡視聽節目，要及時進行剪接、刪除。有強烈刺激性的兇殺、血腥、暴力、自殺、綁架、吸毒、賭博、靈異等情節的網絡視聽內容，也需要進行刪剪。
2016年1月20日晚間消息，近日中國大陸多部網劇遭到下線處理，其中《太子妃升職記》、《心理罪》、《盜墓筆記》已無法在網絡正常觀看，有傳言《盜墓筆記》被下架原因是"讚揚盜墓"。《盜墓筆記》的出品方愛奇藝對下線一事尚無回應。2016年2月2日愛奇藝在其官方新浪微博宣佈《盜墓筆記》於當天晚上8時重新上架。該重新上架版本其後被網友證實有部分劇情被刪去。

## 獎項
- 2015国剧盛典 最受欢迎网络剧

## 外部連結
- 盜墓筆記的新浪微博
- 盜墓筆記 愛奇藝專題 （页面存档备份，存于）（简体中文）